# Fredrik II av Baden
Fredrik II av Baden, född den 9 juli 1857 i Karlsruhe , död 9 augusti 1928 på Mainau, var storhertig av Baden 1907–1918.

## Biografi
Han var son till Fredrik I av Baden och Louise av Preussen.
Fredrik II var kommenderande general 1897–1901 och tillträdde som storhertig 1907. Han tvingades abdikera med avsägelser 14 och 22 november 1918 och begav sig med familjen till Mainau, som han tilläts behålla.
Han var gift (20 september 1885) med Hilda av Nassau (född 5 november 1864, död 8 februari 1952), dotter till hertig Adolf av Nassau, sedermera Adolf av Luxemburg och kusin till Gustaf V Äktenskapet var barnlöst.

## Utmärkelser
- Riddare med kedja av Serafimerorden, 20 september 1881.[2]
- Hedersgeneral i Svenska armén, 1906.[3]